# لويس رايت
لويس رايت (بالإنجليزية: Louis Wright)‏ هو لاعب كرة قدم أمريكية أمريكي، ولد في 31 يناير 1953 في غلمر في الولايات المتحدة.

## وصلات خارجية
- لويس رايت على موقع مرجع كرة القدم المحترفة.كوم (الإنجليزية)